# Maschinengewehr 15
La Maschinengewehr 15 (MG 15) était une mitrailleuse conçue en Allemagne au début des années 1930. De calibre 7,92 × 57 mm Mauser, elle était spécialement conçue comme arme défensive pour les avions de combat, orientée à la main par un tireur. En 1941, elle a été remplacée par d'autres armes plus puissantes à bord des avions de la Luftwaffe, mais elle a trouvé de nouveaux emplois avec les troupes au sol.

## Conception
La MG 15 a été développée à partir d'une arme précédemment conçue par Rheinmetall : la MG 30. Elle utilisait le système de verrouillage inventé par Louis Stange au milieu des années 1920. Bien qu'elle partage la désignation MG 15 avec une arme précédemment construit par Bergmann, le MG 15nA (pour neuer Art, ce qui signifie nouveau modèle modifié par rapport à un modèle précédent), les deux armes n'ont rien en commun, à part le numéro. La Bergmann MG 15nA de la Première Guerre mondiale utilisait un système de verrouillage à basculement, tandis que le nouveau MG 15 utilisait un verrou tournant. Cette arme fut utilisée durant la Seconde Guerre mondiale sur presque tous les avions de la Luftwaffe, depuis un poste de tir orientable. Son équivalent fixe, monté dans le fuselage ou les ailes des avions, était la Maschinengewehr 17.
Elle avait une conception modulaire, avec diverses pièces jointes pouvant être rapidement attachées ou supprimées. Sa manœuvre était facile et le verrou restait en position armé après avoir totalement utilisé le magasin à double tambour de 75 coups (également appelé "tambour selle" en raison de sa forme à cheval sur l'arme), éliminant ainsi la nécessité de réarmer après avoir installé un nouveau magasin plein. 
La MG 15 tire à culasse ouverte, ce qui signifie que la culasse reste en place lorsque l'arme est prête à tirer. De ce fait, il est presque impossible de tirer à travers l'hélice de manière synchronisée lorsque l'arme est montée de manière fixe sur un fuselage. En appuyant sur la détente, on libère la culasse et cela lui permet d'avancer, en extrayant une balle du chargeur. La culasse continue à pousser la munition dans la chambre et se verrouille lorsque la bague de verrouillage tourne et verrouille ensemble la culasse et l'extension du canon. À ce stade, le levier de déclenchement libère le percuteur et l'arme tire. Le recul pousse le canon, le verrouille et le pousse en arrière jusqu'à ce que l'anneau de verrouillage frappe une came qui le fait tourner pour déverrouiller le verrou et le canon. L'inertie entraîne la culasse vers l'arrière jusqu'à ce que la base de la douille tirée frappe l'éjecteur, la projetant hors de l'arme dans un récepteur. Si la détente est maintenue enfoncée, le cycle se poursuivra.

## Engagements
Les 75 cartouches contenues dans le chargeur étaient réparties uniformément de chaque côté avec un couloir d'alimentation central qui amenait les munitions vers la culasse. Différentes méthodes étaient utilisées pour ranger les chargeurs dans les avions. Au sol, on utilisait une boîte de transport contenant trois chargeurs. Les munitions étaient alimentées par un double tambour à ressort forcé en spirale contenant 75 cartouches au total (et non 150, comme on le prétend souvent à tort). Ceci, combiné à une cadence de tir de plus de 1 000 coups par minute, signifie que le chargeur peut être vidé en moins de 4,5 secondes. La pratique courante consistait à prévoir au moins 10 chargeurs de recharge pour chaque arme à bord de l'avion, sans compter le chargeur déjà enclenché sur l'arme.
À partir de la fin de l'année 1940, la MG 15 fut remplacée à bord des avions de la Luftwaffe par des mitrailleuses Mauser MG 81 et MG 81Z de même calibre (7,92 mm), mais aussi par des armes de beaucoup plus gros calibre : mitrailleuse lourde MG 131 de 13 mm ou canon automatique MG 151/20 de 20 mm. Beaucoup de MG 15 ont alors été modifiés pour être utilisés par l'infanterie. Le nombre officiel d'armes converties était de 17 648 au 1er janvier 1944, bien que d’autres conversions non répertoriées aient également été effectuées.
La MG 15 fut produite sous licence par l'empire du Japon. Elle était désignée mitrailleuse type 98 dans l'aviation japonaise et type 1 dans la marine impériale japonaise. Les mitrailleuses de type 98 ont également été utilisées par les forces communistes pendant la guerre de Corée.

## Utilisations
- Arado Ar 196
- Dornier Do 17
- Dornier Do 18
- Dornier Do 24
- Dornier Do 215
- Dornier Do 217
- Fieseler Fi 156 Storch
- Focke-Wulf Fw 62
- Focke-Wulf Fw 189
- Gotha Go 147
- Heinkel He 46
- Heinkel He 111
- Heinkel He 115
- Heinkel He 119
- Junkers Ju 52/3m
- Junkers Ju 86
- Junkers Ju 87
- Junkers Ju 88
- Messerschmitt Bf 110

## Opérateurs
Reich allemand
- Luftwaffe
- Heer

 Japon
- Service aérien de l'Armée impériale japonaise
- Marine impériale japonaise